# Uniwersytet Komeńskiego w Bratysławie
Uniwersytet Komeńskiego w Bratysławie (słow. Univerzita Komenského v Bratislave; łac. Universitas Comeniana Bratislavensis; ang. Comenius University in Bratislava; skrótowiec: UK) – publiczna (najstarsza i największa) szkoła wyższa na Słowacji, założona 27 czerwca 1919 roku, z siedzibą w Bratysławie.

## Struktura organizacyjna

### Wydziały
- Wydział Lekarski (Lekárska fakulta)
- Wydział Prawa (Právnická fakulta)
- Cyrylo-Metodiański Wydział Teologii Rzymskokatolickiej (Rímskokatolícka cyrilo-metodská bohoslovecká fakulta), w latach 1947–1990 była samodzielną akademią
- Wydział Teologii Ewangelickiej (Evanjelická bohoslovecká fakulta), do 1990 roku była samodzielną akademią
- Wydział Filozoficzny (Filozofická fakulta)
- Wydział Nauk Przyrodniczych (Prírodovedecká fakulta)
- Wydział Pedagogiczny (Pedagogická fakulta)
- Wydział Farmaceutyczny (Farmaceutická fakulta)
- Wydział Wychowania Fizycznego i Sportu (Fakulta telesnej výchovy a športu)
- Wydział Lekarski Jesseniusa w Martinie (Jesseniova lekárska fakulta)
- Wydział Matematyki, Fizyki i Informatyki (Fakulta matematiky, fyziky a informatiky)
- Wydział Zarządzania (Fakulta managementu)
- Wydział Nauk Społecznych i Ekonomicznych (Fakulta sociálnych a ekonomických vied)

### Placówki naukowo-dydaktyczne
- Ogród Botaniczny

## Osobowości
- Józef Berger, teolog